# Orbea (plante)
Pour les articles homonymes, voir Orbea (homonymie).
Genre
Synonymes
- Podanthes Haw.		(1812).
- Diplocyatha N.E.Br.	(1878).
- Stapeliopsis E.Phillips	(1932), nom. illeg.
- Stultitia E.Phillips 		(1933).
- Orbeanthus L.C.Leach 		(1978).
- Orbeopsis L.C.Leach 		(1978).
- Pachycymbium L.C.Leach		(1978).
- Angolluma R.Munster 	(1990)[1].

Orbea est un genre de plantes à fleurs de la famille des Apocynaceae, décrit comme un genre en 1812. Il est originaire d'Afrique,.

## Description
Ce sont des plantes avec une tige succulente. Les fleurs, qui se produisent sur la base des tiges, ont cinq lobes d'une couleur jaune pâle avec des taches marron-pourpre, formant une étoile. Il peut y avoir des variations de couleur entre les différentes espèces.  
C'est une formation massive de tiges succulentes, de 5-15 cm de hauteur, profusément ramifiés, avec un latex incolore (une couleur jaunâtre dans O. lutea (N.E.Br.) Bruyns) ; des rhizomes absents ou présents dans O. miscella (N.E.Br.) Meve, O. rangeana (Dinter et Berger) L.C.Leach, O. subterranea (E.A.Bruce et P.R.O.Bally) Bruyns ; des racines fibreuses. Des tiges succulentes de couleur verte ou verte-bleutée, souvent maculée d'une couleur vert foncé ou pourpre, cylindrique, conique ou en forme de massue (O. prognatha (P.R.O.Bally) L.C.Leach), de 1-25 cm de longueur, 10-30 mm de largeur, quadrangulaire, avec des angles arrondis, glabres. Des feuilles caduques, réduites a des écailles, sessile. La plante a  une propagation horizontale.
Les inflorescences sont extra-axillaires, avec une à trente fleurs, simples, pédonculées, subsessiles ou sessiles, et glabres; avec un rachis persistant; les bractées sont caduques, lancéolées. Les fleurs sont parfumées, avec une subtile odeur de type excrément, en général elles sont nectarifères.

## Espèces

### SelonThe Plant List[5]
1. Orbea abayensis (M.G. Gilbert) Bruyns -  Ethiopia
2. Orbea ciliata (Thunb.) L.C. Leach - South Africa
3. Orbea cooperi (N.E.Br.) L.C.Leach - South Africa
4. Orbea denboefii (Lavranos) Bruyns - Kenya
5. Orbea decaisneana (Lem.) Bruyns  - Algérie au Sénégal et Niger, Soudan
6. Orbea distincta (E.A. Bruce) Bruyns - Tanzania
7. Orbea dummeri (N.E. Br.) Bruyns -  Uganda, Ethiopia
8. Orbea halipedicola L.C. Leach -  Mozambique
9. Orbea huillensis (Hiern) Bruyns - tropical Africa
10. Orbea irrorata (Masson) L.C. Leach - South Africa
11. Orbea lepida (Jacq.) Haw. - South Africa
12. Orbea longidens (N.E. Br.) L.C. Leach -  Mozambique
13. Orbea lutea (N.E. Br.) Bruyns - South Africa
14. Orbea macloughlinii (Verdc.) L.C. Leach
15. Orbea maculata (N.E. Br.) L.C. Leach - tropical Africa
16. Orbea melanantha (Schltr.) Bruyns - South Africa
17. Orbea namaquensis (N.E. Br.) L.C. Leach - South Africa, Namibia
18. Orbea paradoxa (Verd.) L.C. Leach - KwaZulu-Natal
19. Orbea prognatha (P.R.O. Bally) L.C. Leach - Somalia
20. Orbea pulchella (Masson) L.C. Leach - South Africa
21. Orbea rangeana (Dinter & A. Berger) L.C. Leach - Great Namaqualand in Namibia
22. Orbea schweinfurthii (A. Berger) Bruyns - tropical Africa
23. Orbea semota (N.E. Br.) L.C. Leach - Tanzania
24. Orbea speciosa L.C. Leach - KwaZulu-Natal
25. Orbea taitica Bruyns - Kenya
26. Orbea tapscottii (Verd.) L.C.Leach - Botswana
27. Orbea umbracula (M.D. Hend.) L.C. Leach - Zimbabwe
28. Orbea variegata (L.) Haw. - South Africa
29. Orbea verrucosa (Masson) L.C. Leach - South Africa
30. Orbea wendlandiana (Schult.) G. Don - South Africa
31. Orbea woodii (N.E. Br.) L.C. Leach - KwaZulu-Natal

### Précédemment incluses
Ces plantes étaient auparavant classées parmi les Orbea et ont été déplacées vers d'autres genres (Stisseria)
1. O. anguinea maintenant Stisseria anguina
2. O. bisulca maintenant     Stisseria bisulca
3. O. bufonia maintenant     Stisseria bufonia
4. O. clypeata maintenant     Stisseria clypeata
5. O. conspurcata maintenant     Stisseria conspurcata
6. O. curtisii maintenant     Stisseria curtisii
7. O. decora maintenant     Stisseria decora
8. O. maculosa maintenant     Stisseria maculosa
9. O. marginata maintenant    Stisseria marginata
10. O. marmorata maintenant     Stisseria marmorata
11. O. mixta maintenant     Stisseria mixta
12. O. mutabilis maintenant     Stisseria mutabilis
13. O. normalis maintenant     Stisseria normalis
14. O. orbicularis maintenant     Stisseria orbicularis
15. O. picta maintenant     Stisseria picta
16. O. planiflora maintenant     Stisseria planiflora
17. O. retusa maintenant     Stisseria retusa
18. O. rugosa maintenant     Stisseria rugosa
19. O. woodfordiana maintenant     Stisseria woodfordiana